# Distretto di Magharibi
Il distretto di Magharibi è un distretto della Tanzania situato nella regione di Zanzibar Urbana-Ovest. È suddiviso in 39 circoscrizioni (wards) e conta una popolazione di 370 645 abitanti (censimento 2012).
Circoscrizioni:
- Bububu
- Bumbwisudi
- Bweleo
- Chuini
- Chukwani
- Dimani
- Dole
- Fumba
- Fuoni Kibondeni
- Fuoni Kijito Upele
- Kama
- Kianga
- Kibweni
- Kiembesamaki
- Kihinani
- Kinuni
- Kisauni
- Kizimbani
- Kombeni
- Magogoni
- Maungani
- Mbuzini
- Meli Nne
- Mfenesini
- Mombasa
- Mtoni
- Mtoni Kidatu
- Mto Pepo
- Mtufaani
- Mwakaje
- Mwanakwerekwe
- Mwanyanya
- Mwera
- Nyamanzi
- Pangawe
- Shakani
- Sharifu Msa
- Tomondo
- Welezo